# شهرستان تاباسارانسکی
شهرستان تاباسارانسکی (به لاتین: Tabasaransky District) یک منطقهٔ مسکونی در روسیه است که در داغستان واقع شده‌است.